# Brookmont (Maryland)
Brookmont es un lugar designado por el censo ubicado en el condado de Montgomery en el estado estadounidense de Maryland. En el año 2010 tenía una población de 3468 habitantes y una densidad poblacional de 680 personas por km².

## Historia
Antes de convertirse en barrio, el circuito de una milla de Brookmont se usaba como velódromo para ciclistas locales. Lo que ahora es el parque del barrio formaba parte del ferrocarril Glen Echo , que conectaba Glen Echo y Cabin John con Washington D. C.
Antes de la aprobación de la Ley de Equidad en la Vivienda de 1968, en Brookmont se utilizaban convenios raciales para excluir a los afroamericanos. Una escritura de 1925 de una propiedad propiedad de AJ Watkins Realty Corporation establecía que «En ningún momento el terreno descrito, ni ninguna parte del mismo, ni ningún edificio en él, se venderá, arrendará, transferirá ni ocupará ninguna persona negra o de ascendencia negra. Sin embargo, esta disposición no incluye la ocupación por parte de sirvientes o empleados del propietario u ocupante de dicho terreno». Brookmont celebró su centenario en junio de 2025. 

## Geografía
Brookmont se encuentra ubicado en las coordenadas 38°57′21″N 77°7′38″O / 38.95583, -77.12722.

## Demografía
Según la Oficina del Censo en 2000 los ingresos medios por hogar en la localidad eran de $138,492 y los ingresos medios por familia eran $150,000. Los hombres tenían unos ingresos medios de $94,066 frente a los $57,167 para las mujeres. La renta per cápita para la localidad era de $66,465. Alrededor del 1.7% de la población estaba por debajo del umbral de pobreza.